# All in Your Name
All in Your Name è un brano scritto, composto e interpretato da Barry Gibb e Michael Jackson, pubblicato nel 2011 solo come download digitale su ITunes Store. La canzone è stata registrata nei Middle Ear Studios di Miami nel dicembre del 2002.

## Pubblicazione
Barry Gibb, nel mese di marzo del 2011, mise un estratto della canzone nel proprio sito, e durante i mesi fino alla pubblicazione ufficiale fece uscire anche video che ritraevano lui e Michael in studio di registrazione. Esistono oltre 2 ore di riprese in studio.
Il brano, della durata di 5:39 min, uscì il 25 giugno 2011, per il secondo anniversario della morte di Michael Jackson.

## Genesi del brano e composizione
Gibb ha scritto la canzone con Jackson per protestare contro il piano del governo degli Stati Uniti di invadere l'Iraq (che avrebbe avuto luogo nel marzo 2003) e in generale contro tutte le guerre.
Spiega Gibb: "Michael Jackson e io eravamo cari amici, gravitavamo verso lo stesso tipo di musica e amavamo collaborare insieme e lui era la persona più facile con cui scrivere. Tanto più ci conoscevamo, tanto più quelle idee si intrecciavano e tutto è diventato questa canzone. All in Your Name è infatti il messaggio che Michael voleva inviare a tutti i suoi fan in tutto il mondo, voleva sapessero che ha fatto tutto per loro e per il puro amore per la musica. Spero e prego che tutti noi arriveremo ad ascoltarlo nella sua interezza. Farò tesoro di questa esperienza per sempre."